# الشبيه (فلم)
الشبيه هو فيلم كوميدي تلفزيوني مغربي من إخراج عبد الرحيم مجد سنة 2019، و بطولة كل من رشيد الوالي، هشام الوالي، أمين بنجلون، مجيدة بنكيران، فاطمة وشاي، وغيرهم.
تم تصوير مشاهد الفيلم بمدينة المحمدية وبمنطقة بوسكورة ضواحي الدار البيضاء، وتم عرضه خلال شهر رمضان لسنة 2019.

## القصة
تدور أحداث الفيلم حول توأم باعدتهم الظروف، إلا أن الصدفة تعيد الجمع بينهما بعد عشرين عاما من الفراق، حيث أصبح أحدهما غنيا، والآخر فقيرا.
الحاج حجي التهامي مليونير له ابنان هما إدريس وأحمد، قررالاثنان التلاعب به للسيطرة على ثروته بدعوى أنه لم يعد قادرا على اتخاذ القرارات الصحيحة.
لكن للحاج التهامي رأي آخر، فقد قرر الرحيل والاختفاء عن أبنائه، لكن الصدفة ستلعب دورها لتقلب الأحداث، فأبناء الحاج التهامي سيلتقون بشبيه لوالدهما وسيحاولان استغلال الأمر لصالحهما.